# Berijew MBR-7
Die Berijew MBR-7 (russisch Бериев МБР-7, auch Berijew MS-8, МС-8) ist ein einmotoriges Flugboot in Schulterdecker-Auslegung des sowjetischen Konstruktionsbüros Berijew. Der Erstflug erfolgte im April 1939.

## Entwicklung
Die Maschine war komplett aus Holz hergestellt. Der Motor, der einen Metall-Druckpropeller WISch-2PT antrieb, befand sich an Streben über dem Tragflügel. Unter dem Tragflügel waren Stützschwimmer angebracht.
Der Einsatz sollte als bewaffneter Kurzstreckenseeaufklärer erfolgen. Die Bewaffnung bestand aus einem SchKAS-Maschinengewehr in einer Lafette hinter dem Tragflügel sowie einem starr nach vorn gerichteten Maschinengewehr, jeweils mit Kaliber 7,62 mm. Des Weiteren konnten insgesamt 500 kg an Abwurfbewaffnung mitgeführt werden. Die MBR-7 sollte die ältere Berijew MBR-2 ersetzen.
Die Flugleistungen waren sehr ansprechend. Ende Oktober 1939 kam es zu einem Unfall, bei der die Maschine weitgehend zerstört wurde. Grund war die zu geringe Flugstabilität bei geringen Geschwindigkeiten. Aufgrund dieser beständigen Schwierigkeiten beim Start und bei der Landung wurde keine Serienproduktion aufgenommen.

## Technische Daten

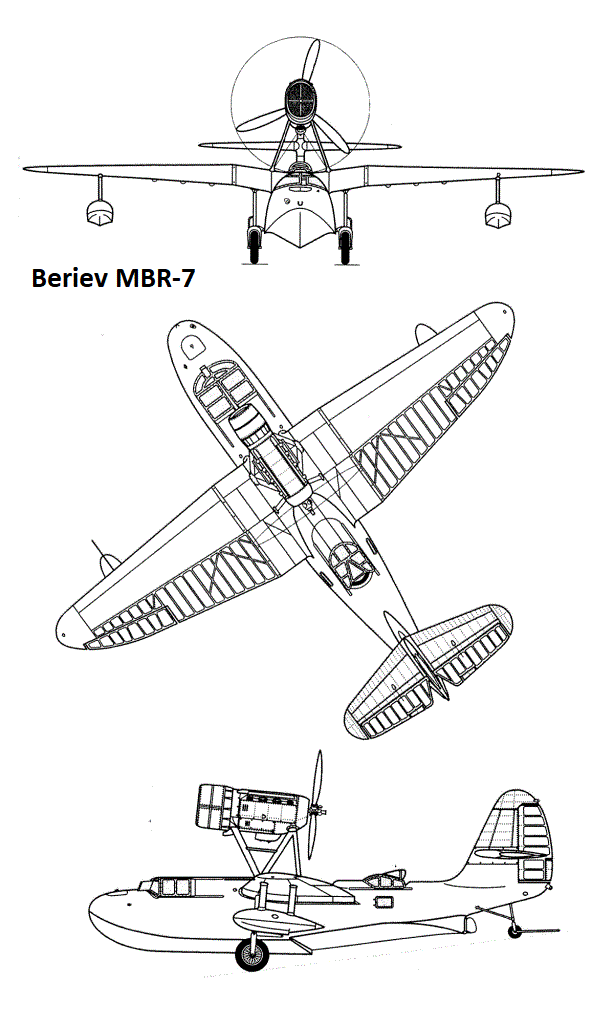
Dreiseitenansicht

| Kenngröße             | Daten                                                                  |
| --------------------- | ---------------------------------------------------------------------- |
| Besatzung             | 2–3                                                                    |
| Länge                 | 10,60 m                                                                |
| Spannweite            | 13,00 m                                                                |
| Flügelfläche          | 26,00 m²                                                               |
| Flügelstreckung       | 6,5                                                                    |
| Leermasse             | 2418 kg                                                                |
| Startmasse            | maximal 3600 kg                                                        |
| Antrieb               | ein wassergekühlter V-12-Motor Klimow M-103                            |
| Leistung              | 625 kW (850 PS) in Bodennähe 706 kW (960 PS) in 4000 m Höhe            |
| Höchstgeschwindigkeit | 310 km/h in Bodennähe 376 km/h in 4300 m                               |
| Landegeschwindigkeit  | 125 km/h                                                               |
| Steigzeit             | 2,4 min auf 1000 m Höhe 7,9 min auf 4000 m Höhe 25 min auf 8000 m Höhe |
| Dienstgipfelhöhe      | 8850 m                                                                 |
| Reichweite            | normal 720 km maximal 1215 km                                          |